# Temelucha javana
Temelucha javana är en stekelart som först beskrevs av Gyöö Viktor Szépligeti 1908.  Temelucha javana ingår i släktet Temelucha och familjen brokparasitsteklar. Inga underarter finns listade i Catalogue of Life.